# 日本乗馬普及協会
日本乗馬普及協会（にほんじょうばふきゅうきょうかい、英：Japan Horse riding Association、略称JHA）は、日本における乗馬の普及を目的とした特定非営利活動法人である。

## 概要
令和3年3月に設立された特定非営利活動法人。
サンクスホースプラットフォームのプラットフォームパートナーおよび豊橋市SDGs推進パートナー。 日本国内で乗馬を普及することにより、引退した競走馬の需要を増やし、持続可能な馬の利活用を推進することを目的としている。また、乗馬普及により乗馬・競馬に関わる人材不足の解消を目指している団体でもある。

## 主な事業
- フリーマガジン「馬旅」の発行
- オンラインコミュニティ「馬旅倶楽部」の運営
- 乗馬の普及・振興
- 乗馬・競馬に関わる人材不足の解決
- 引退競走馬支援

## フリーマガジン「馬旅」
「馬旅」は全国約 200 ヶ所の乗馬クラブ、観光施設、公共施設などで配布されるフリーマ ガジン。国内外の乗馬に関する情報やコラムが掲載されている。

## オンラインコミュニティ「馬旅倶楽部」
引退競走馬を支援し、乗用馬としての再就職を促している。令和 4 年 7 月現在、2 頭の引退競走馬を支援している。

## 関連事項
- 馬
- 乗馬
- 馬術
- 競馬
- 競走馬
- サラブレッド